# Erysimum persepolitanum
Erysimum persepolitanum är en korsblommig växtart som beskrevs av Pierre Edmond Boissier. Erysimum persepolitanum ingår i släktet kårlar, och familjen korsblommiga växter. Inga underarter finns listade i Catalogue of Life.